# شاپرک خاشاک صنوبر
شاپرک خاشاک صنوبر (نام علمی: Hemerocampa pseudotsugata) نام یک گونه از تیره شاپرکان کپه‌ای است.

## نگارخانه

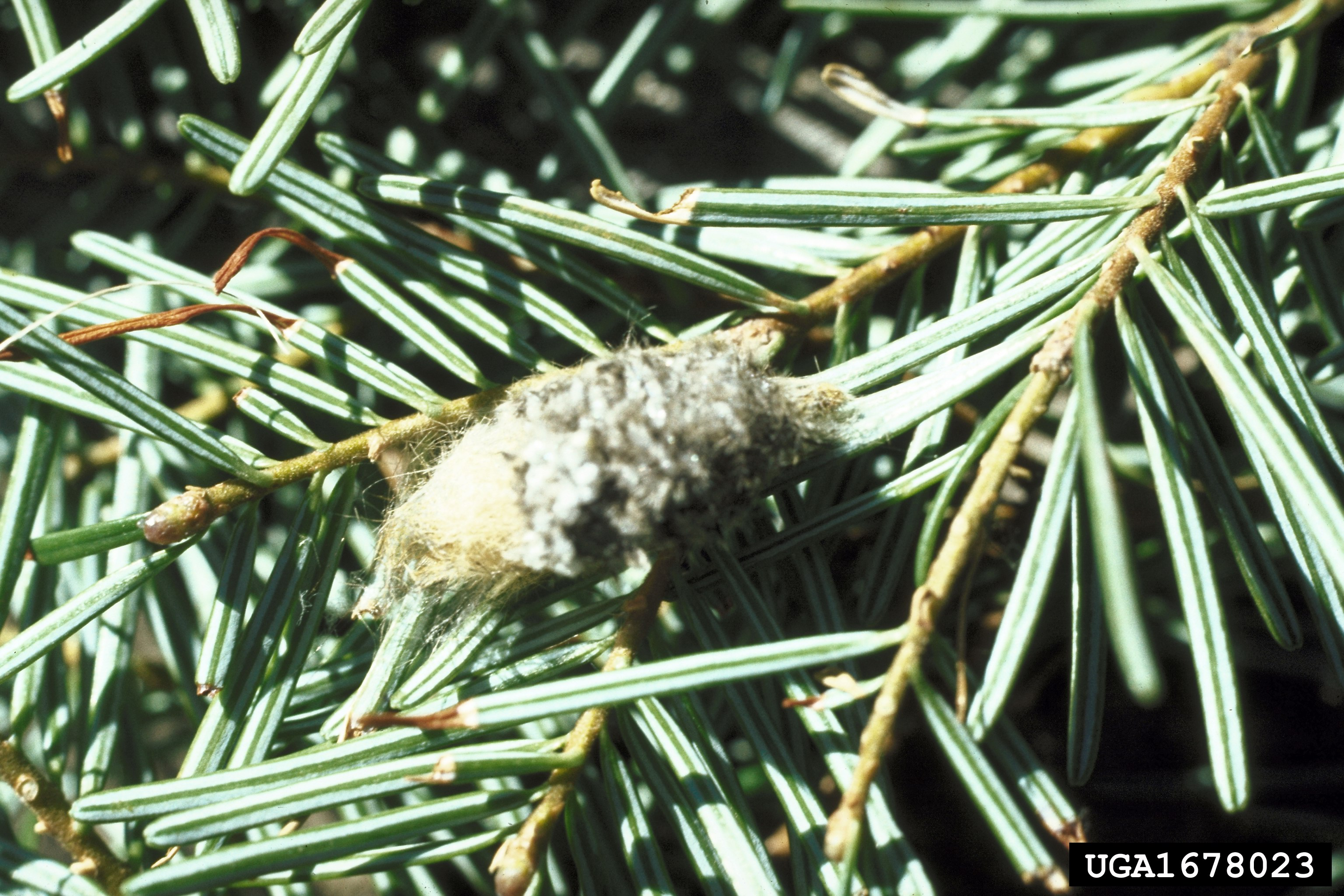
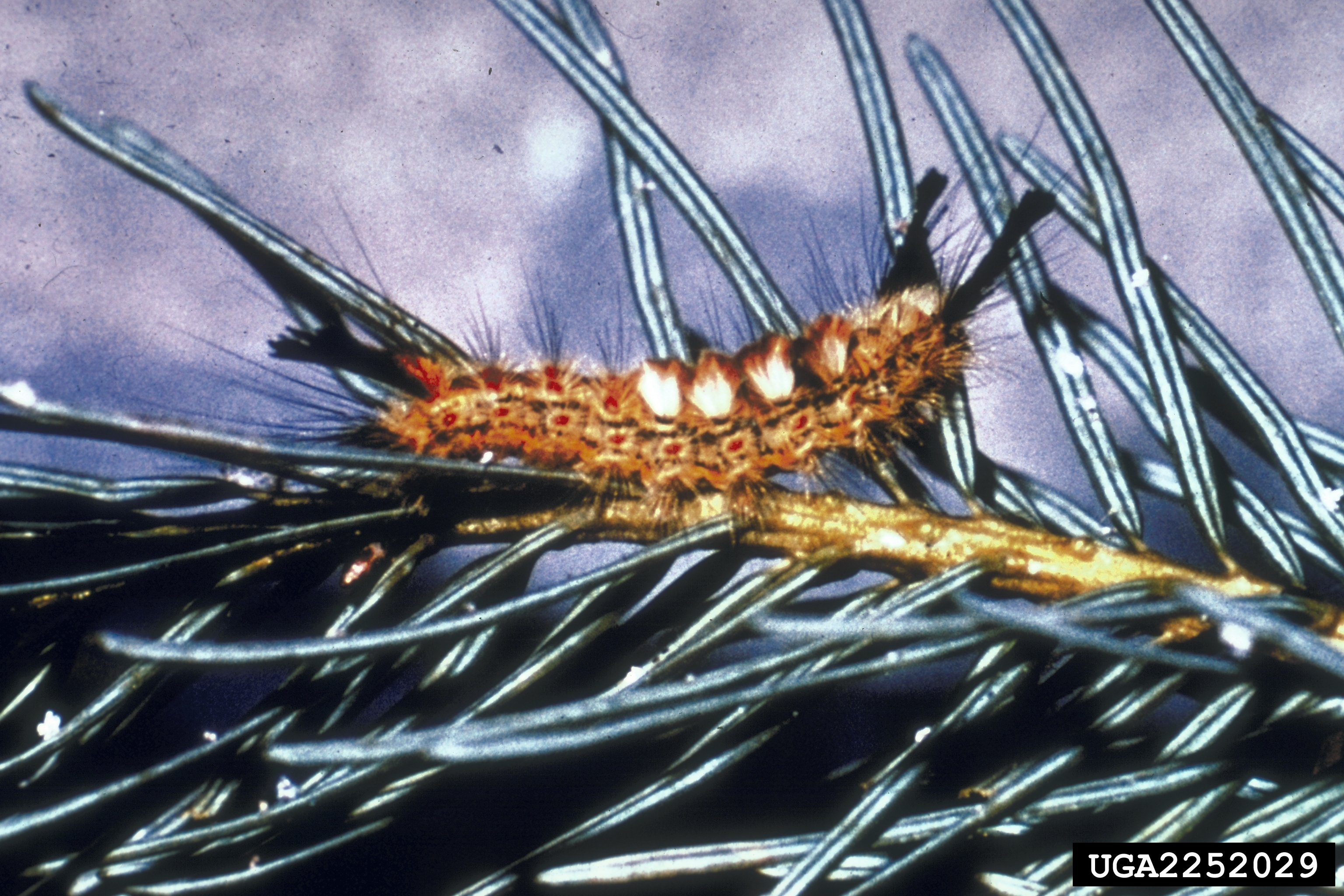
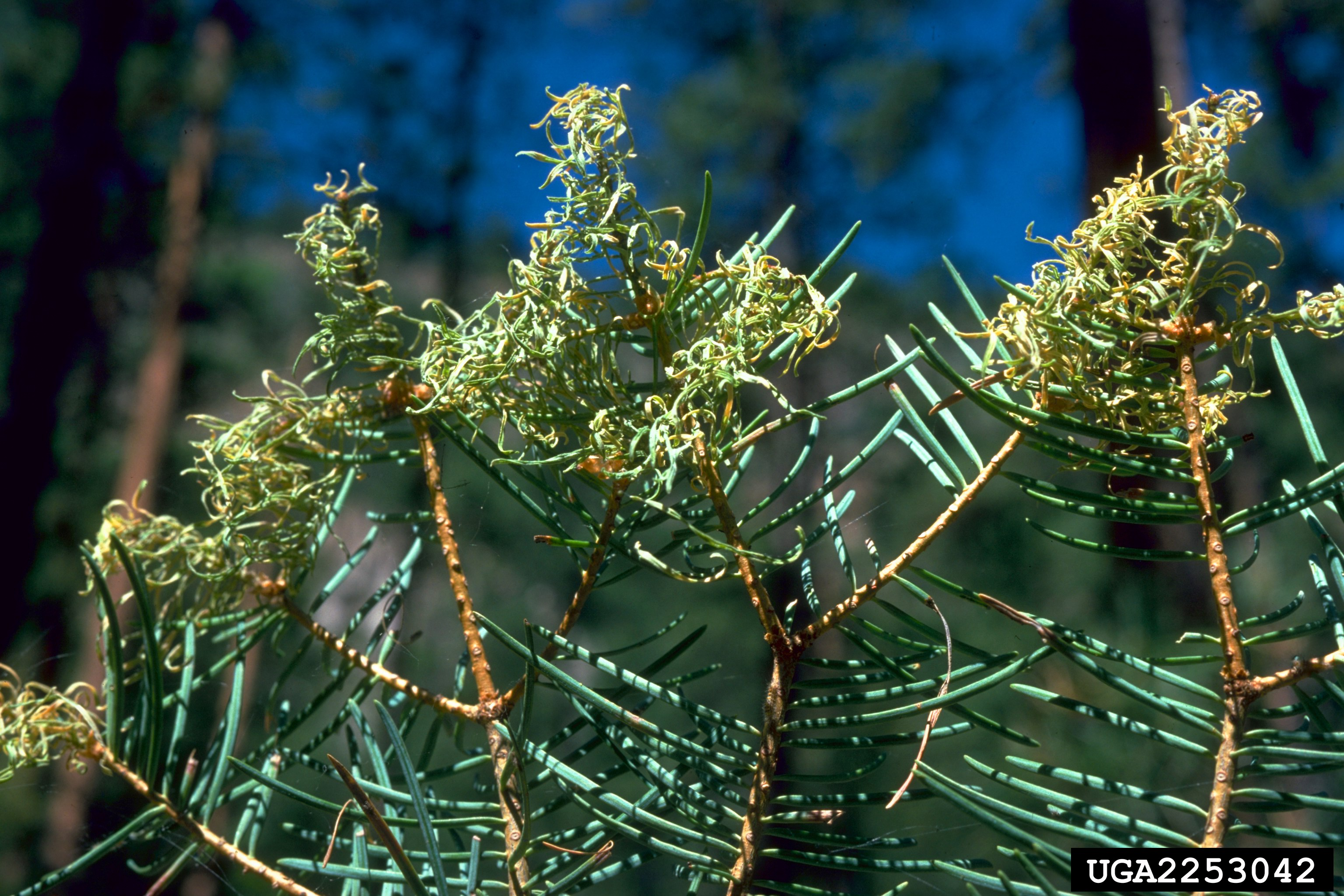
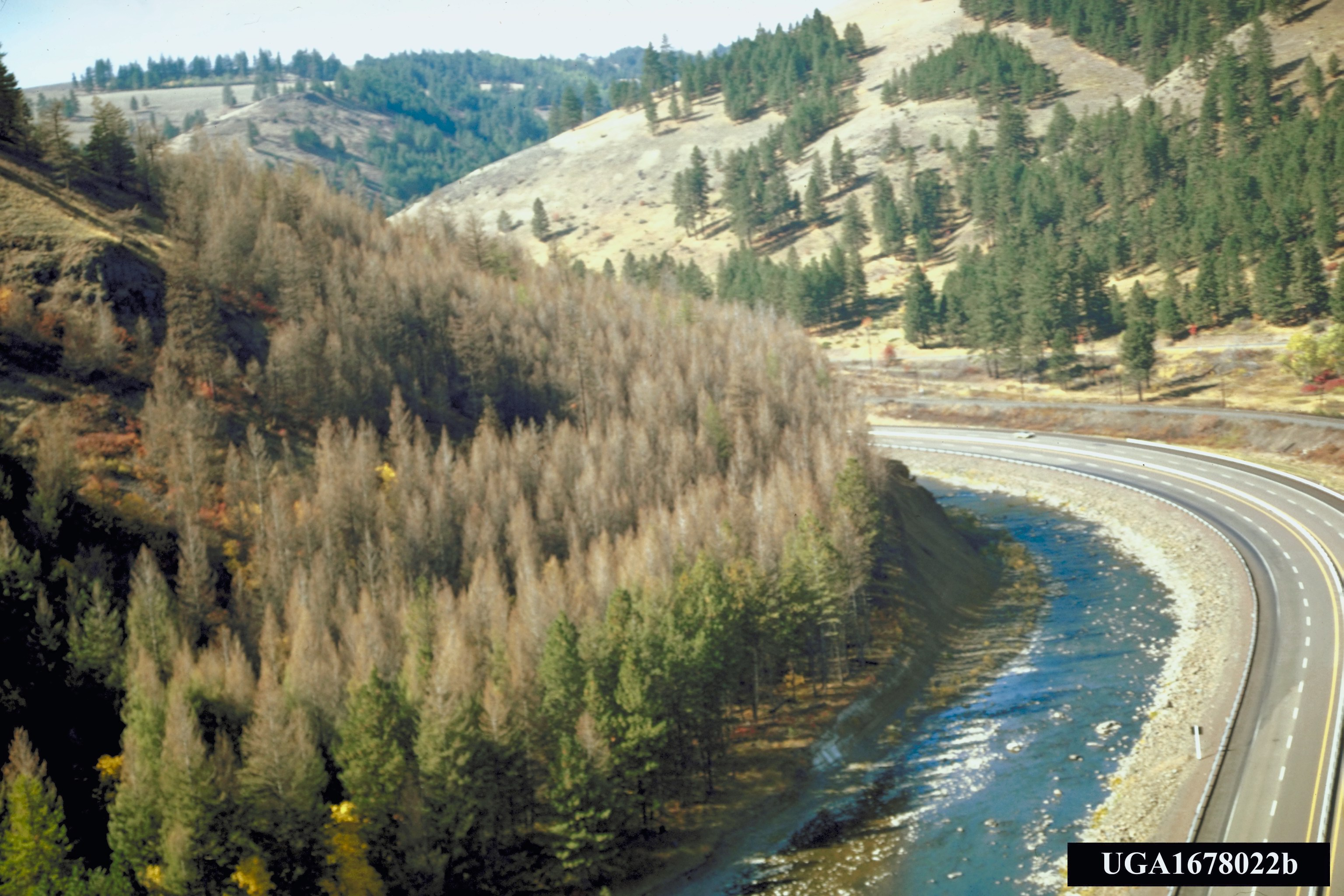
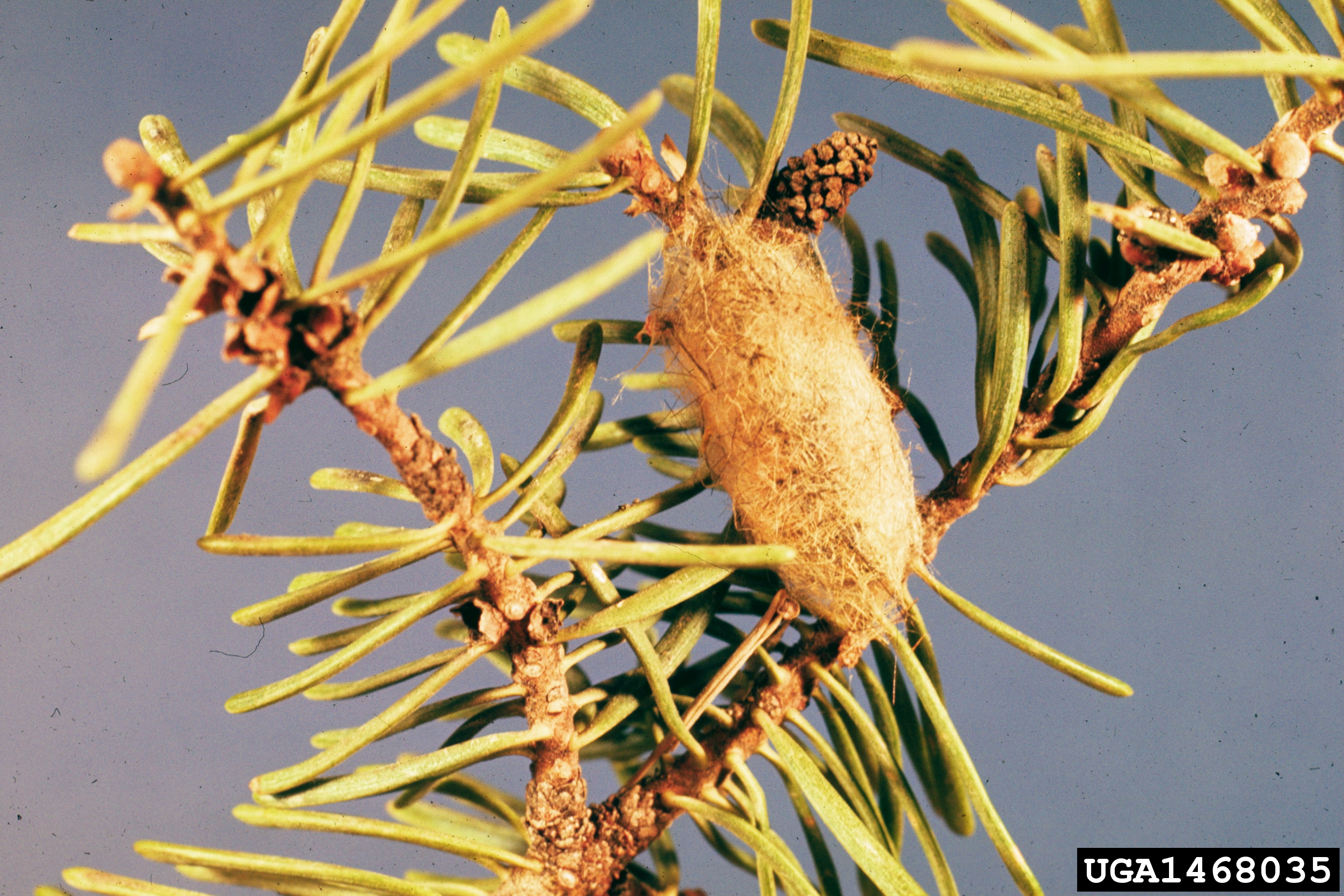
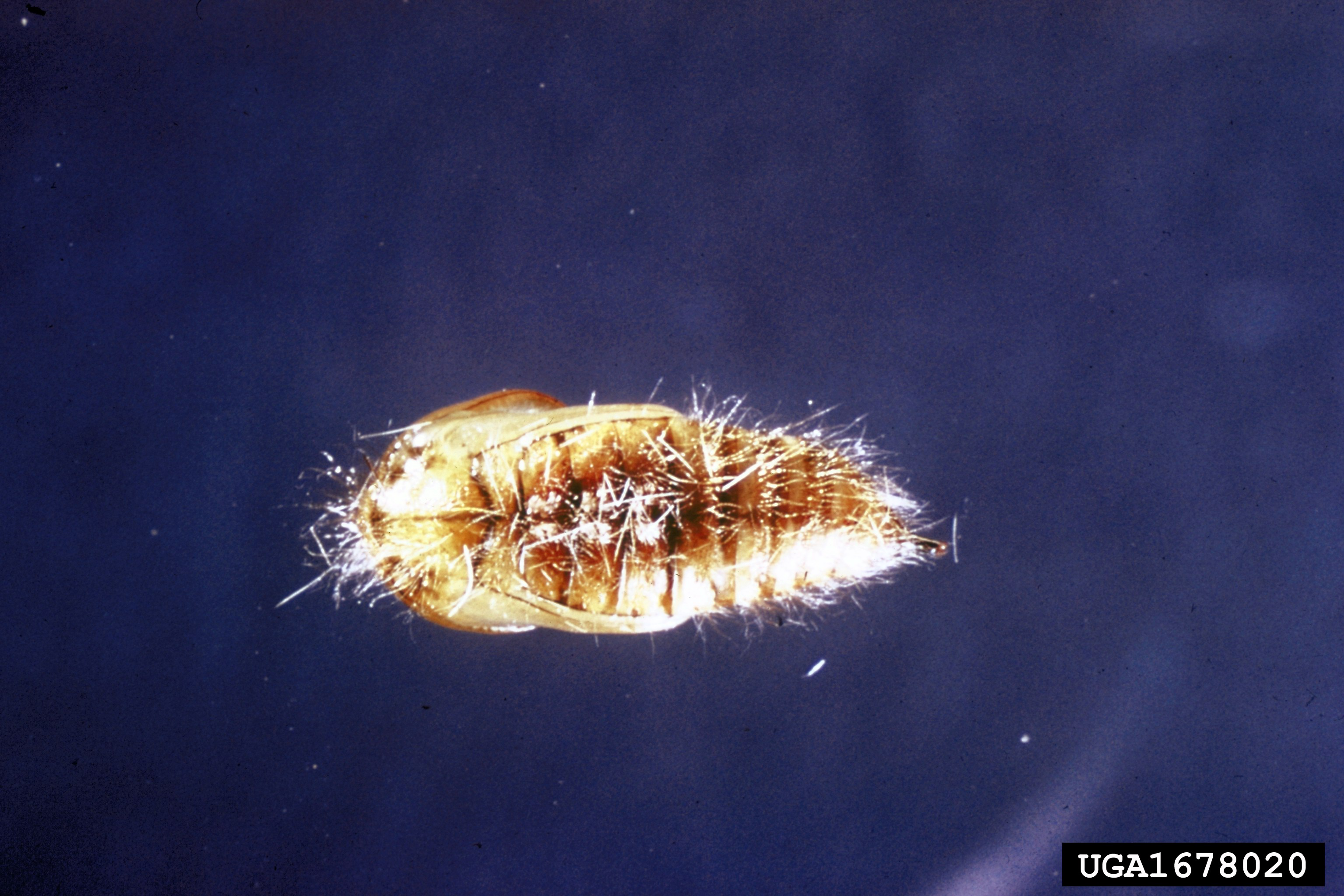
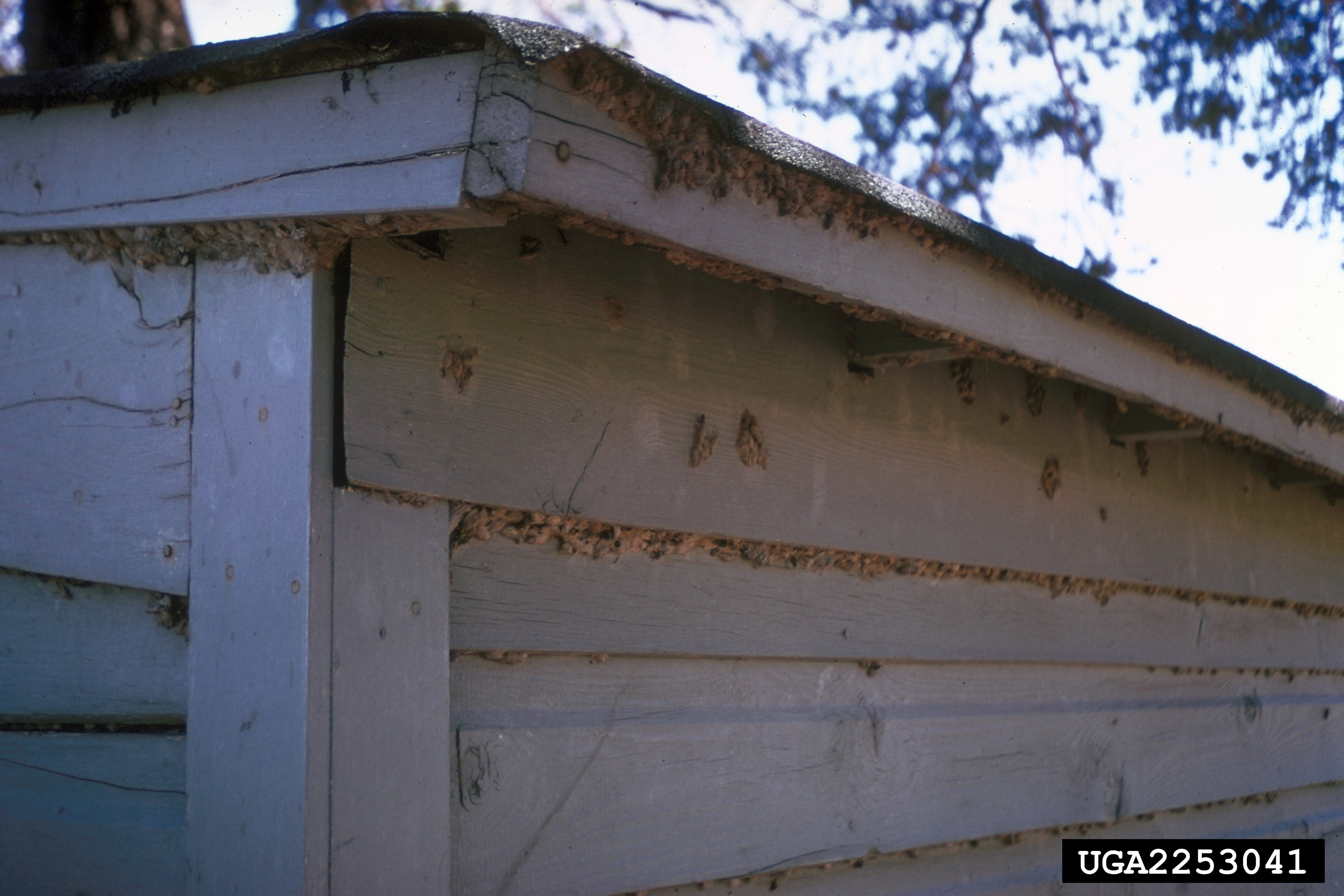
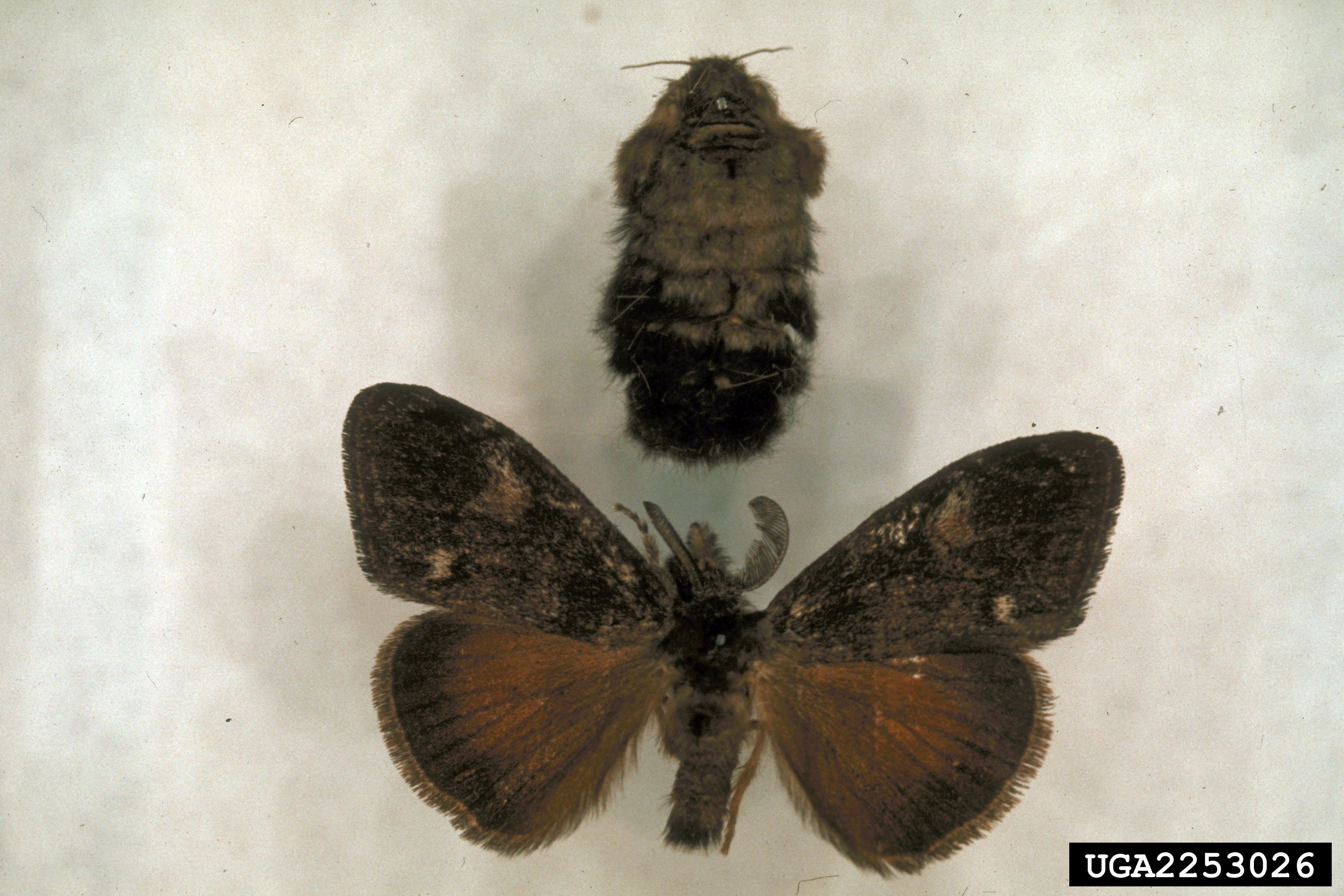